# Marathon (série de jeux vidéo)
Pour les articles homonymes, voir Marathon.
Marathon est une série de jeux vidéo de tir à la première personne de Bungie Software, réalisé pour Macintosh.
Le premier jeu, Marathon (1994), a été suivi de deux suites : Marathon 2: Durandal (1995) et Marathon Infinity (1996). Marathon 2 est aussi sorti pour Windows 95. Marathon a été le seul jeu traduit en français. Depuis 2000 le projet open source Aleph One permet de faire tourner Marathon sur la plupart des systèmes d'exploitation actuels.

## Les jeux de la trilogie originale

### Marathon
Sorti le 21 décembre 1994, Marathon était l'un des premiers du genre à apparaître sur Macintosh. Contrairement aux autres FPS de la même époque (comme Doom de id Software), Marathon était doté d'un scénario élaboré (riche en retournements de situation, trahisons...) et d'une ambiance particulière.

#### L'histoire
Le jeu place le joueur en 2794 en tant qu'officier de sécurité à bord du vaisseau humain colonial Marathon. De retour d'une mission à l'extérieur il découvre que le vaisseau est envahi par une race d'extraterrestres, les Pfhor, sorte d'esclavagistes modernes. Il doit alors éliminer les extraterrestres afin atteindre les ordinateurs de bord pour essayer d'apprendre ce qui s'est passé. Le joueur interagit avec les différentes intelligences artificielles du vaisseau (Leela, Tycho et Durandal) par l'intermédiaire de terminaux. Piratée par les aliens, l'une d'elles succombe rapidement et le joueur doit alors se référer à Durandal, une autre intelligence artificielle, pour expulser les envahisseurs et réactiver les défenses du vaisseau. Malheureusement, Durandal, atteint d'un trouble nommé Rampant, devient complètement fou au fil des niveaux et son discours devient de plus en plus inquiétant. Libérations de prisonniers et réactivations de sections du vaisseau se succèdent alors, à grand renfort d'extermination des aliens. Au cours du jeu, Durandal parvient à libérer les S'Pht - une autre race extraterrestre - de l'emprise des Pfhor en les piratant, car ils sont entrés dans le système électronique du vaisseau

### Marathon 2: Durandal
Sorti le 24 novembre 1995, Marathon 2: Durandal est la suite de Marathon. En plus d'une version pour Macintosh, une version pour Windows 95 est sortie plus tard.

#### Le moteur
Le moteur du premier jeu a subi une refonte totale et permettait contrairement au premier Marathon des décors en extérieurs, ainsi que la possibilité d'évoluer dans l'eau. Plusieurs jeux tels que Prime Target et Damage Incorporated ont utilisé le moteur de Marathon 2.

#### L'histoire
L'histoire se déroule 17 ans après le premier Marathon. Congelé à bord du vaisseau Marathon à la fin du premier jeu, le héros est réveillé lorsque le vaisseau approche du monde natal des S'Pht. Le but initial est alors de libérer ce monde dans son entier, mais Durandal, l'IA ordonnant le héros, semble surtout rechercher des informations concernant le 11e clan perdu des S'pht.

### Marathon Infinity
Troisième épisode de la trilogie, Marathon Infinity incluait plus de niveaux que Marathon 2, qui étaient plus grands, plus effrayants, et plus complexes. Marathon Infinity est sorti le 15 octobre 1996 et seulement sur Macintosh. (Il sera plus tard rendu compatible Windows et Linux avec Aleph One au début des années 2000.)

#### Le moteur
Le moteur a peu évolué depuis Marathon 2, et la plupart des cartes sont compatibles entre les deux jeux. La principale nouveauté était l'inclusion d'un éditeur de niveau, Forge, et d'un éditeur physique associé, Anvil. Forge et Anvil ont permis à des joueurs de créer leurs propres niveaux à l'aide des mêmes outils que les développeurs de Bungie eux-mêmes. Une autre amélioration était la possibilité de définir des armes, monstres et définitions physiques spécifiques pour chaque niveau, un dispositif fortement utilisé par Double Aught, qui a conçu les niveaux de Marathon Infinity. Marathon 2 et surtout Marathon Infinity étaient notables pour leurs parcelles de terrain complexes.

#### L'histoire
Marathon Infinity commence après que les Pfhor aient détruit Lh'owon en utilisant une arme surpuissante volée aux Jjaro (arme connue sous le nom de Trih'Xeem ou Early Nova). Ce faisant, les Pfhors ont libéré une entité chaotique connue sous le nom de W'rkncacnter qui détruit peu à peu l'univers. Mais aidé de Thoth, l'IA des S'pht'Kr, il semble toutefois possible d'empêcher la fin de l'univers...

## Marathon (2025)
En avril 2025, Bungie annonce la sortie de son nouveau jeu Marathon pour le 23 septembre 2025 sur PS5, Xbox Series et PC. Il s'agit d'un FPS d'extraction en mode PvPvE (Joueur contre Joueur contre Environnement) uniquement disponible en mode multijoueur. Les joueurs doivent former une équipe de trois pour fouiller les maps du jeu à la recherche d’armes et d’équipement puissants.
L’univers de Marathon (2025) s’inscrit dans la continuité de la trilogie originale et se déroulera en l'an 2893 sur la planète Tau Ceti IV.

## L'univers de Marathon

### Histoire de Marathon
En 2395, la lune martienne Déimos est rachetée par l'UESG (United Earth Space Government) pour la construction du vaisseau-colonie interstellaire Marathon. Le but n'était pas moins de convertir la lune en un vaisseau. Les travaux commencèrent entre 2405 et 2408. À cette même époque, les colons humain sur Mars - les martiens - commencèrent une rébellion contre le gouvernement terrien, menés par le groupement terroriste MIDA (Martian Interplanetary Defense Alliance). En effet, alors que l'économie martienne était en désastreux état et que la famine menaçait à la suite de l'échec des vaisseaux de transport CRIST (Cargo and Resources In-System Transports) chargés de ravitailler Mars en matériaux et nourriture, le gouvernement terrien semblait se désintéresser de leur situation. En 2442, les martiens, poussés par la faim, attaquèrent la réserve gouvernementale de nourriture de Misriah. Les troupes anti-émeutes de l'UESG ouvrirent le feu sur les émeutiers. Ce fut un véritable carnage, surnommé depuis le « massacre de Misriah » : plus de trois cents martiens affamés furent tués. Bien que cela ne fut jamais prouvé, il semblerait que ce soit le MIDA qui a incité l'émeute afin d'attirer l'attention de la Terre sur Mars. Ils allèrent même jusqu'à cacher des munitions à bord du Marathon en construction, bien que le rachat du vaisseau ne fut jamais tenté. En 2466, le MIDA tenta un coup d'État et pris le contrôle du gouvernement martien durant une courte période. Mais le coup échoua et les leaders du groupe furent exécutés.
Le projet Marathon fut néanmoins achevé dans les temps et il fut lancé en 2472. Il y avait trois intelligences artificielles à bord du Marathon : Durandal s'occupait des fonctions autonomes du vaisseau comme les portes, les ascenseurs, le recyclage de l'air ou les cuisines ; Tycho contrôlait le département scientifique ; et Leela s'occupait des relations avec l'équipage. Durandal était un descendant de Traxus IV, un ordinateur qui fut atteint du syndrome Rampant et finit par crasher en 2206, entraînant une gigantesque coupure du réseau planétaire martien. Dix cyborgs militaires Mjolnir Mark 9, qui restaient probablement de la guerre entre Icarus et Thermoppylae en 2194, furent également placés à bord du Marathon parmi l'équipage humain.
En 2773, le Marathon arriva à sa destination, la planète Tau Ceti IV, après plus de trois cents ans de voyage. L'équipage fut réveillé de son sommeil cryogénétique et la colonie fit établie en 2787 sur la planète. Neuf cyborgs furent assimilés à la colonie, le dixième étant probablement resté à bord du Marathon. Durant le voyage, Durandal était devenu de plus en plus Rampant. Il détecta un vaisseau dans un système lointain et l'attira vers le Marathon pour une raison inconnu. Peut être projetait-il de s'échapper à bord de ce vaisseau car il se sentait emprisonné ? Un syndrome du Rampant est en une grande volonté de pouvoir et de liberté.
Ce fut en tout cas le début des ennuis. Les occupants du vaisseau était des Pfhors, une race d'aliens esclavagistes qui obtinrent leur technologie avancée d'une race très ancienne et supérieure : les Jjaro. (Pour anecdote, les Jjaro furent en contact avec les terriens en 1994. Cet événement est relaté dans un jeu de Bungie précédant Marathon, Pathways into Darkness.)
Le 25 juillet 2794 à 8h30, le vaisseau Pfhor attaque le Marathon. C'est le début du jeu Marathon. Durandal et Tycho sont rendus inopérant dès la première attaque, tandis que Leela est endommagée. Le dixième cyborg (vous) est réveillé de son sommeil artificiel pour se battre aux côtés de Leela et essayer de repousser l'invasion des Pfhors.

### Les races

#### Les humains

##### Les organisations
- UESC/UESG : United Earth Space Council/Government. L'UESG est le gouvernement sur Sol, qui regroupe la Terre, Mars, et diverses autres planètes et astéroïdes du système solaire.
- MIDA : Martian Interplanetary Défense Alliance. Le MIDA est un parti politique populaire martien. Caractérisé par ses positions extrémistes, il prendra le pouvoir martien par un coup d'État, avant d'être renversé et décapité au bout de trois mois. Lors de cette courte période de terreur, tous les partisans de l'UESC furent tués. On estime qu'environ dix pour-cent de la population fut au total exécutée. L'organisation a depuis survécu en tant qu'organisation terroriste clandestine.
- Les BOB : Les autres humains que le joueur rencontre lors du jeu sont surnommés les BOB (qui signifie Born On Board). Dans Marathon, la plupart sont non armés et ignorent le joueur ; dans Marathon 2 et Marathon Infinity, ils peuvent utiliser des armes et attaquer les ennemis. Grâce à l'étude des organismes humains, les Pfhor ont créé des BOB assimilés, qui sont des bombes vivantes. Indifférenciables à la vue des vrais BOB, ceux-ci foncent vers vous et éclatent. Ils portent toujours des uniformes verts (mais tous les BOB verts ne sont pas des simulacres) et ont du sang jaune. Ils sont particulièrement un problème dans les niveaux dans lesquels il faut protéger les BOB : il faut éliminer tous les simulacres sans tuer de vrai BOB. Les BOB assimilés sont reconnaissable par le fait qu'ils disent des phrases particulières, comme « Don't shoot! » (ne tirez pas !), « I'm out of ammo! » (j'ai plus de munitions !), « Thank God it's you! » (Merci Dieu c'est vous !), « Kill me! » (tue moi !) ou encore « Frog blast the vent core! ». Cette dernière phrase dénuée de sens est célèbre dans la série des Marathon ; elle permet de trahir les BOB assimilés. Doug Zartman, qui a enregistré les voix des BOB, devait improviser une phrase aléatoire, et c'est ce qu'il obtenu : « Frog blast the vent core! ». Dire cette phrase au cours d'une partie en réseau de Marathon ou d'un chat est très populaire dans la communauté Marathon, le fait qu'elle ne veut rien dire lui permettant d'être sortie à n'importe quel moment. Cette phrase est réapparue cachée dans d'autres jeux plus récents comme Myth et Tron 2.

##### Personnalités
- Robert Blake était un membre de la colonie sur Tau Ceti. Comme beaucoup de colons, il a été capturé comme esclave par les Pfhor lors de l'attaque de la colonie (Marathon 1), puis libéré lorsque Durandal a capturé le vaisseau Pfhor. Il a ensuite pris la tête des humains survivants après leur refuge sur Lh'owon (Marathon 2).
- Bernhard Strauss est le premier directeur scientifique du vaisseau Marathon.

#### Les Pfhor
Les Pfhor sont une race extraterrestre antique, des esclavagistes cherchant à contrôler la galaxie et à exécuter de nombreux contrats mauvais dans les jeux. Les Pfhor sont bipèdes, plus légers, plus fin et légèrement plus grand que les humains, ont trois yeux rouges et la peau grise. Les Pfhor sont regroupés en différents clans et unités, qui se battent parfois entre eux :
- le type le plus basique et le plus courant est le Fighter (Combattant), un Pfhor légèrement blindé utilisant une lance de choc pouvant éventuellement lancer des projectiles d'énergie (pour les types orange et bleu). Les Fighter existent dans quatre classes différentes, par ordre croissant : vert, pourpre, orange, bleu.
- les Trooper (Fantassins) sont équipés pour des conditions de non pressurisation. Ils ont des armures fortement blindées et un fusil automatique pouvant lancer des grenades. Les Troopers sont de deux types : vert et pourpre.
- les Hunter (Chasseurs) sont les troupes d'assaut des Pfhor. Ils utilisent sur l'épaule une arme à énergie et ils sont lourdement blindés. Ils sont de quatre classes différentes : (par rang croissant) brun, vert, pourpre, et bleu.
- les Enforcer (autorités) sont les « MP » des Pfhor. Ils portent des manteaux étranges et des armes aliens. Ils de deux types : bleu/orange (Marathon) et vert/bleu (Marathon : Durandal et Marathon Infinity).
- les Juggernaut sont les chars des Pfhor. Ces énormes plates-formes volantes lourdement armées sont au croisement entre un char d'assaut et un hélicoptère d'attaque. Ils sont dotés de deux lance-roquettes et d'une arme alien à double canon. Ils sont de deux types : dangereux et très dangereux (bleu et brun). Dans Marathon : Infinity, les Juggernaut sont capables de tirer leurs roquettes deux fois d'affilée.

Les Pfhor utilisent également les Conditioned Ranks, ou les soldats asservis, qui sont forcés de combattre pour l'empire. Les races conquises composent la majorité des rangs conditionnés. Parmi ceux-ci on recense des Hulk, des S'pht, etc.

#### Les S'pht
Les S'pht, ou Compileurs, sont une race d'aliens cyborg, créés par les Jjaro à partir des F'lickta pour terraformer Lh'owon. Ils ont été réduits en esclavage par les Phfor et libérés en masse par Durandal dans Marathon 2.
Les Compileurs sont dans des corps cybernétiques volants. Les composants biologiques du compileur sont si liés à la machine qu'ils ne peuvent survivre sans elle. Le vrai corps du compileur est très petit, ressemblant à un cerveau de mamalien, sauf que les neurones sont plus fins et complexes. Ils ont la capacité de s'interfacer avec les ordinateurs du Marathon pour les pirater ou prendre leur contrôle. Ils existent en deux couleurs : les orange et les pourpres. Certains plus puissants sont aussi invisibles.
Il existait 11 clans S'pht sur Lh'owon :
1. S'pht'Lhar ;
2. S'pht'Hra ;
3. S'pht'Nma ;
4. S'pht'Kah ;
5. S'pht'Vir ;
6. S'pht'Yra ;
7. S'pht'Val ;
8. S'pht'Shr ;
9. S'pht'Mnr ;
10. S'pht'Yor ;
11. S'pht'Kr, le onzième clan S'pht, surnommé le clan perdu par les autres clans.

Seuls les S'pht'Kr réussirent à s'échapper de l'esclavage Pfhor. Ils sont forcés de fuir sur la deuxième lune de Lh'owon, K'lia, pour fuir la guerre contre les S'pht'Mnr en l'an 811. Ils réussissent à expulser leur lune K'lia du système Lh'owon lors de l'attaque Pfhor en 1811 en utilisant une puissante technologie héritée des Jjaro (du nom de Y'rr).

#### Les F'lickta
Les F'lickta sont les créatures natives de Lh'owon, vivant dans les égouts, l'eau ou la lave. Ce sont les ancêtres des S'pht. Ils ont un système digestif simplifié : ils absorbent des nutriments de la substance dans laquelle ils vivent. Ils sont extrêmement irritable, et entrer dans leur terrier non armé n'est pas recommandé.

#### Les Jjaro
On en sait peu sur les Jjaro, une espèce extrêmement évoluée qui a disparu de notre galaxie il y a plusieurs millions d'années (on ne les voit pas apparaître dans le jeu). Une partie de leur technologie est tombée entre les mains des Pfhor. Les Jjaro possédaient une technologie très avancée sur les cyborg (qui a été utilisée pour créer les S'pht), une arme très puissante connue sous le nom de Trih'Xeem (qui sera volée et utilisée par les Pfhor pour détruire Lh'owon), et la capacité de déplacer des planètes entières en déformant l'espace autour d'elles.
Les Jjaro sont apparus dans un jeu plus ancien de Bungie, Pathways into Darkness.

### Les IA du vaisseaux Marathon
- Leela : L'intelligence artificielle qui vous prendra en main dès votre arrivé sur le vaisseau Marathon.

Très dévouée, elle ne pourra vous suivre très longtemps sous les attaques des Pfhors.
- Durandal : L'infernal IA Rampant qui vous fera vivre un cauchemar dans Marathon 1, et qui vous emmènera dans ses bagages pour délivrer la planète natale des S'pht contre les Pfhors. Durandal est responsable du contrôle des systèmes automatiques du vaisseau : portes (sauf les portes automatiques qui sont sous son contrôle indirect), support vital, cuisines, recycleurs d'air, étages etc.
- Tycho : Détruit lors de l'assaut initial du Marathon, il sera réactivé par les Pfhors.Tycho contrôle la technologie et l'architecture de réseau du vaisseau.

### Planètes
- Sol est le nom donné au soleil. Le système solaire fut progressivement colonisé par les humains.
- La Terre : la planète d'origine de l'humanité.
- Mars : la première et la plus importante colonie humaine après la Terre.
- Tau Ceti est l'objectif du vaisseau-colonie Marathon. La colonie sera fondée en 2787 après plus de 300 ans de voyage. Tau Ceti est située à 92 années-lumière de la Terre.
- Lh'owon est la planète natale des S'pht. Elle se trouve près du centre de la voie lactée, à 97 années-lumière du noyau. Dans Marathon 2 Durandal essayera de reprendre cette planète des mains des Pfhors. Lh'owon possède trois lunes, qui sont, dans l'ordre :
  - T'jia
  - K'lia
  - Y'loa

### Vaisseaux
- Marathon est le nom du vaisseau colony que les Pfhors ont attaqué dans Marathon 1.
- Le Boomer est le vaisseau des Pfhors pris par Durandal dans Marathon 1 et qu'il a rebaptisé ainsi. Il sera détruit dans Marathon 2. Gigantesque, le vaisseau Pfhor mesure près de deux kilomètres de long.
- Les vaisseaux orbitaux CRIST : Les vaisseaux CRIST (Cargo and Resources In-System Transports, ou transporteurs cargo et ressources intra-système) étaient d'immenses vaisseaux conçus pour déplacer de très grandes quantités de matériels entre la Terre et Mars à faible coût. Le système était simple. Le CRIST était mis en orbite autour de Sol sur le plan de l'écliptique. Construit avec une voile solaire très efficace, le CRIST pouvait changer d'orbite facilement pour passer par la Terre ou Mars. Les matériels pouvaient être chargés ou déchargés à la volée. L'énergie consommée pour accélérer ou décélérer les matériels, était fournie par la voile solaire. Le chargement était fait par un immense système d'attache bobinée, qui pouvait envoyer le matériel en orbite derrière le CRIST pour le rentrer doucement. Le déchargement se faisait par un rayon d'ionique intense, qui frappait le matériel à décharger avec un puissant flux de particules. Bien qu'étant de conception innovante, le programme CRIST fut un échec. Seuls cinq vaisseaux furent construits et la production fut stoppée en 2310. Le problème était le coût important de maintenance. Les CRIST tombèrent un par un en panne moins de un siècle après leur construction. Les CRIST étant le principal moyen de ravitaillement de Mars, il en suivit un état de famine et de dévastation sur Mars, qui était jusqu'alors une colonie prospère et riche.

### Cyborgs Mjolnir Mark IV
Les Cyborg militaires Mjolnir Mark IV sont un type évolué de cyborg, qui furent les premiers à pouvoir évoluer sans se faire remarquer dans la société humaine. Bien qu'ils soient composés de nombreux organes humains, les Mjolnir sont bien plus rapides, forts et résistants que n'importe quel humain. Ils sont l'arme de combat humaine la plus efficace sur le terrain.
Après la guerre entre l'astéroïde d'Icarus et la République de Thermopylae en 2194, qui vit l'utilisation massive de Mjolnir, l'utilisation des Cyborgs fut strictement régulée. Néanmoins, dix Mjolnir Mark IV furent introduits en secret dans le Marathon avant son lancement, lors de l'insurrection sur Mars. L'insurrection échoua rapidement, et on n'a jamais connu les desseins des cyborgs à bord du Marathon.
Les cyborgs furent néanmoins très utiles lors de l'attaque de la colonie sur Tau Ceti par les Pfhor en 2794 : neuf d'entre eux aidèrent les colons à repousser les Pfhor lors de la première attaque, mais furent détruits lors du bombardement massif de la seconde attaque. On ne sait pas exactement ce qu'il est arrivé au Dixième Mjonir resté sur Marathon, mais des rumeurs disent qu'il aurait seul repoussé la première vague d'attaque sur Marathon, avant de partir avec l'IA Durandal dans un vaisseau Pfhor capturé.

## Évolution de l'univers deMarathon
- 1993 : sortie du jeu vidéo Pathways into Darkness, dont Marathon reprendra quelques éléments de l'histoire (les Jjaro y apparaissent notamment).
- 1994 : sortie du jeu vidéo Marathon.
- 1995 : The Lost Network Packets : Ce sont des éléments de l'histoire qui ont été envoyés par Bungie pour corriger des problèmes chronologiques dans l'histoire.

Sortie du jeu vidéo Marathon 2: Durandal.
- 1996 : sortie du jeu vidéo Marathon infinity.

15 juin 1996 arrêt de parution du webzine Marathon Magazine.
- 2005 : le 12 janvier The Trilogy Release. Les trois jeux Marathon sont mis à disposition pour un usage non commercial.

## Les armes
- Pistolet : le .45 Magnum Mega Class (original) ou .44 Magnum Mega Class A1 (Marathon 2) est l'arme initiale dans tous les jeux. Les balles font beaucoup de dommages, mais l'enchaînement des tirs est lent. Il y a seulement huit cartouches par chargeur. Il est possible de tirer dans le vide spatial. L'arme peut être double, une arme dans chaque main.
- Fusil d'assaut : le M.75 Assault Rifle With Grenade Option (original) ou MA–75B Battle Rifle (with integral 40 mm Grenade Launcher) tire plus rapidement que le pistolet (600 coups par minute), et possède 52 balles par recharge, cependant chaque balle n'inflige que des dégâts légers. Les grenades regroupées sont par chargeur de sept, et font feu très lentement. Les balles et les grenades ne peuvent pas être tirées dans le vide spatial.
- Pistolet à fusion : le Tech.50 Fusion Pistol ou Zeus–Class Fusion Pistol est une arme à énergie qui fonctionne sur batterie et dans le vide spatial. On peut tirer avec l'arme de deux façons : standard, ou surchargé. La surcharge prend un certain temps pour charger et peut tuer le porteur si le tir ne se produit pas peu de temps après. Dans Marathon 2, cette arme cause plus de dommage aux unités mécaniques. C'est la seule arme à être capable de pénétrer un « Super champs d'invulnérabilité ». Si on tire sous l'eau, le tir se décharge instantanément touchant le joueur et toutes autres joueurs proches.
- Lance-roquettes : le SPNKR-X17 SSM Launcher (Lazyboy) ou SPNKR–XP SSM Launcher est une arme à deux coups. Les missiles ne sont pas guidés. La zone de dégât d'un missile est de 10 mètres. La portée maximum est de 2,5 km et la vitesse de la roquette est de 110 m/s.
- Lance-flammes : le Tozt.25 Flame Unit or TOZT–7 Backpack Napalm Unit est un lance-flamme au napalm avec 7 secondes de jet continu par cartouche. Cette arme ne fonctionne pas dans le vide spatial.
- Fusil à pompe : le WSTE–M5 Combat Shotgun a été introduit dans Marathon 2. L'arme peut être double, une arme dans chaque main.
- La mitraillette SMG : le KKV-7 10 mm SMG Flechette a été introduit dans Marathon Infinity. C'est la seule arme qui peut tirer sous l'eau. Elle tire très rapidement.
- L'arme alien : l'arme alien est lâchée par les "enforcer", et ce depuis le premier jeu, mais avec des caractéristiques différentes. On jette l'arme après usage, aucun moyen de recharger.

## Vidmaster
Les Vidmaster sont les joueurs qui ont une maîtrise hors du commun des jeux Marathon. Pour eux existe le Vidmaster Challenge. Il s'agit de finir le jeu en difficulté maximum, tout en s'empêchant certaines stratégies qui pourraient rendre le jeu plus facile. Le tout est de jouer avec le plus de style possible. (Certains joueurs s'interdisent d'utiliser toute autre arme que les poings, ou d'utiliser les rechargeurs de vie ou les bonus de vie !)

### Les règles de base
« I pledge to punch all switches, to never shoot where I could use grenades, to admit the existence of no level except Total Carnage, to never use Caps Lock as my ‘run’ key, and to never, ever, leave a single Bob alive. »
1. Jouer en difficulté Total Carnage ;
2. Activez tous les interrupteurs avec le poing (et non avec la touche action) ;
3. N'utiliser que les grenades avec le fusil d'assaut ;
4. Ne jamais utiliser la touche Caps Lock comme touche pour courir (oblige le joueur à appuyer en permanence sur une touche pour courir) ;
5. Tuer tous les Bob rencontrés (car ils pourraient aider le joueur dans Marathon 2 et Infinity).

## Modes de jeu
- Solitaire : chaque jeux Marathon est doté d'un scénario solo de plusieurs niveaux linéaire.
- Multijoueurs :
  - Coopératif : Vous pouvez faire les scénarios à plusieurs. Implémenté dans Marathon 2, Marathon Infinity et plus tard dans le mod M1A1.
  - Deadmatch : Il y a un vaste choix de carte pour le Deadmatch classique. Cette option est incorporée dans toutes les cartes.
  - Team Deadmatch : Il s'agit de s'entre-tuer mais cette fois chacun à une équipe. La couleurs de l'équipe étant celle du pantalon.
  - Master : Il s'agit d'un jeu à la règle simple. Il faut tenir un crâne le plus longtemps possible. Pendant que vous tenez le crâne vous ne pouvez pas tirer. Tous les autres joueurs veulent le crâne et sont armés.

## Marathon aujourd'hui
Encore aujourd'hui[Quand ?], la communauté Marathon est très active sur internet. Par exemple, le forum du site consacré à l'analyse de l'histoire de Marathon reçoit encore maintenant des dizaines de messages par jour. Les joueurs créent quotidiennement des nouvelles cartes pour Marathon et jouent sur internet en réseau grâce à Aleph One.

### Le projet open source: Aleph One
Aleph One est un projet open source qui permet de faire fonctionner la trilogie Marathon sur la majorité des ordinateurs récents. Le projet a vu le jour en janvier 2000 à la suite de la publication du moteur de Marathon 2 par Bungie. Aleph One permet de faire fonctionner les jeux Marathon 2 et Marathon Infinity originaux, mais pas le premier Marathon dont le moteur était différent, mais une version de celui-ci, M1A1, a été développée pour fonctionner sous Aleph One. Aleph One fonctionne sur de nombreux systèmes d'exploitation : Mac OS X, Mac OS 9, Windows, Linux, BSD, BeOS x86, BeOS PPC... La dernière version stable est datée du 22 janvier 2005.

### Marathon Resurrection
Marathon Resurrection est un mod gratuit pour Unreal Tournament. C'est un remake de Marathon, mais remis au goût du jour. Marathon Resurrection fonctionne sur toutes les versions de Unreal Tournament (Mac OS, Windows, Linux...).

### HaloetMarathon
Halo, un jeu plus récent de Bungie, racheté en plein développement par Microsoft, partage plusieurs ressemblances avec Marathon et est considéré par beaucoup comme un Marathon 4. On retrouve par exemple le logo de Marathon à plusieurs endroits dans le jeu, les Chasseurs (Hunter), le lance-roquettes SPNKR, ainsi que quelques blagues trouvées dans Marathon.

### The Eternal Project
Le 21 décembre 2004, soit plus de dix ans après la sortie du jeu original, est sorti un nouveau scénario pour Marathon. Fonctionnant sur le moteur Aleph One, il offre des textures très détaillées (prévoyez 64 Mo de mémoire vidéo !) et permet à travers ses 48 niveaux et ses nouveaux monstres et armes de faire revivre Marathon.

### The Trilogy Release
Le 12 janvier 2005, Bungie annonce que la trilogie des Marathon (Marathon, Marathon 2 et Marathon Infinity) est désormais téléchargeable gratuitement. Les manuels originaux et les outils officiels d'édition (Forge, Anvil et leurs tutoriels) sont aussi disponibles, ainsi que les versions pour Windows de Marathon 2 et Marathon Infinity.

## Les outils de développement

### Les éditeurs

#### Éditeurs officiels de Bungie (Mac OS 9 maxi)
- Forge : pour éditer et créer des cartes et scénarios (fichiers Map)
- Anvil : pour les fichiers Shapes, Sounds et Music

#### Autres éditeurs pour Mac OS 9
- ResEdit, d'Apple : permet de créer et d'éditer les fichiers Images.
- Chisel : éditeur de Map comblant les lacunes de Forge.
- Sound Editor : éditeur de fichiers sons (Sounds), plus évolué que les outils intégrés dans Anvil.
- Wail : éditeur de fichiers Sounds, successeur de Sound Editor.
- Hex! : éditeur de terminaux.
- Cranberry : éditeur facilitant la création de scripts MML et Lua.

#### Éditeurs pour Mac OS X
- Pfhorge : version améliorée de Forge pour Mac OS X, qui tire parti des améliorations de Aleph One.
- Aleph One file typing tools : ces petites applications changent le typage des fichiers Marathon les rendre lisibles par les différentes versions de Aleph One

### Les langages de scripts

#### Marathon Markup Langage (MML)
Les scripts MML permettent de modifier les éléments du jeu ou du moteur. Ils peuvent être intégrés dans les fichiers Map.
Le MML est basé sur le langage XML.

#### Lua
Lua est un autre langage de scriptage d'Aleph One. Il permet notamment de modifier radicalement le gameplay de Marathon. À l'instar des scripts MML, les scripts Lua peuvent être intégrés dans un fichier Map.